# Шапорево (Белгородская область)
Шапорево — село в Алексеевском районе (городском округе, с 2018) Белгородской области, входит в состав Советского сельского поселения.

## Описание
Расположено в восточной части области, в 33 км к юго-востоку от районного центра, города Алексеевки. 
| 1859 | 2002 | 2010 |
| ---- | ---- | ---- |
| 376  | ↘53  | ↘42  |

Улицы и переулки
| - ул. Луговая |

## История
Упоминается в Памятной книжке Воронежской губернии за 1887 год как "хуторъ Шапоренковъ (Гулый)" Шелякинской волости Бирюченского уезда. Число жителей обоего пола — 331, число дворов — 48.